# Ocupación japonesa de las Islas Gilbert
La ocupación japonesa de las Islas Gilbert fue el período en la historia de Kiribati entre 1941 y 1945 cuando las fuerzas imperiales japonesas ocuparon las Islas Gilbert durante la Segunda Guerra Mundial, en el teatro de la guerra del Pacífico.
Desde 1941 hasta 1943, las fuerzas de la Armada Imperial Japonesa ocuparon las islas, y desde 1942 hasta 1945 la Isla Ocean, que fue la sede de la colonia de las Islas Gilbert y Ellice.

## Preparativos
El 29 de noviembre de 1941, la Operación Gi (para las Islas Gilbert) se decidió dentro de la 4.ª Flota japonesa y partió de Chuuk, sede del Mandato del Pacífico Sur. El buque insignia fue el minador Okinoshima, y la operación incluyó a los minadores Tsugaru y Tenyo Maru y a los cruceros Tokiwa y Nagata Maru, escoltados por el Asanagi y el Yūnagi de la 1.ª Sección de la 29.ª División de Destructores. El Grupo Aéreo Naval Chitose proporcionó cobertura aérea. El 2 de diciembre de 1941, el Okinoshima recibió la señal "Climb Mt. Niitaka 1208", lo que significa que las hostilidades comenzarían el 8 de diciembre. El Okinoshima llegó a Jaluit y se embarcó a tropas de las Fuerzas Navales Especiales Japonesas, de la 51.ª Fuerza de la Guardia. Partió de Jaluit el 6 de diciembre y se unió al Asanagi y al Yūnagi el 8 de diciembre.

## Norte de las Islas Gilbert
La ocupación japonesa de las Islas Gilbert del Norte se puede dividir en tres períodos:
- Del 10 de diciembre de 1941 hasta el 16 de agosto de 1942, 71 efectivos de la Armada Imperial Japonesa guarnecieron la base de hidroaviones en Butaritari (entonces llamada Makin) hasta el momento de la incursión de los marines del 17 al 18 de agosto de 1942;
- Del 20 de agosto de 1942 a marzo de 1943, con un aumento gradual de la expansión hacia el sur, incluyendo Tarawa y Abemama, y también Nauru fuera de las Gilbert, para convertirse en lugares fortificados con aeródromos;
- La última fase, antes del final de la ocupación, desde marzo hasta el final de la batalla de Tarawa y la batalla de Makin el 23 de noviembre de 1943.

El día de su ataque a Pearl Harbor, las fuerzas japonesas se embarcaron a bordo del minador Okinoshima, que servía como buque insignia del almirante Kiyohide Shima en la Operación Gi (la invasión de las Islas Gilbert) y se había desplegado desde Jaluit con una Fuerza Naval Especial de Desembarco. Del 9 al 10 de diciembre, el Okinoshima apoyó los desembarcos japoneses en Makin y Tarawa, y el 24 de diciembre, la toma de Abaiang. La 51.ª Fuerza de la Guardia de Jaluit ocupó el 10 de diciembre de 1941 (hora local 0045), Makin y el 11 de diciembre Little Makin, luego Abaiang y Marakei en el norte de las Islas Gilbert. Los japoneses se apoderaron de inmediato de los coastwatchers de Makin de Nueva Zelanda. En dos días, el Nagata Maru construyó una base de hidroaviones en la laguna de Makin.
Unas horas antes de la ocupación de Makin, el 10 de diciembre de 1941, el mismo ejército de desembarco japonés (1.ª Sección de la 29.ª DesDiv del Asanagi y del Yūnagi) también visitó Tarawa, donde reunió a los europeos y les informó que no podían abandonar el atolón sin el permiso del comandante naval, Kiyohide Shima. Los japoneses destruyeron todos los medios de transporte y saquearon la estación comercial de Burns Philp, luego partieron hacia Makin.

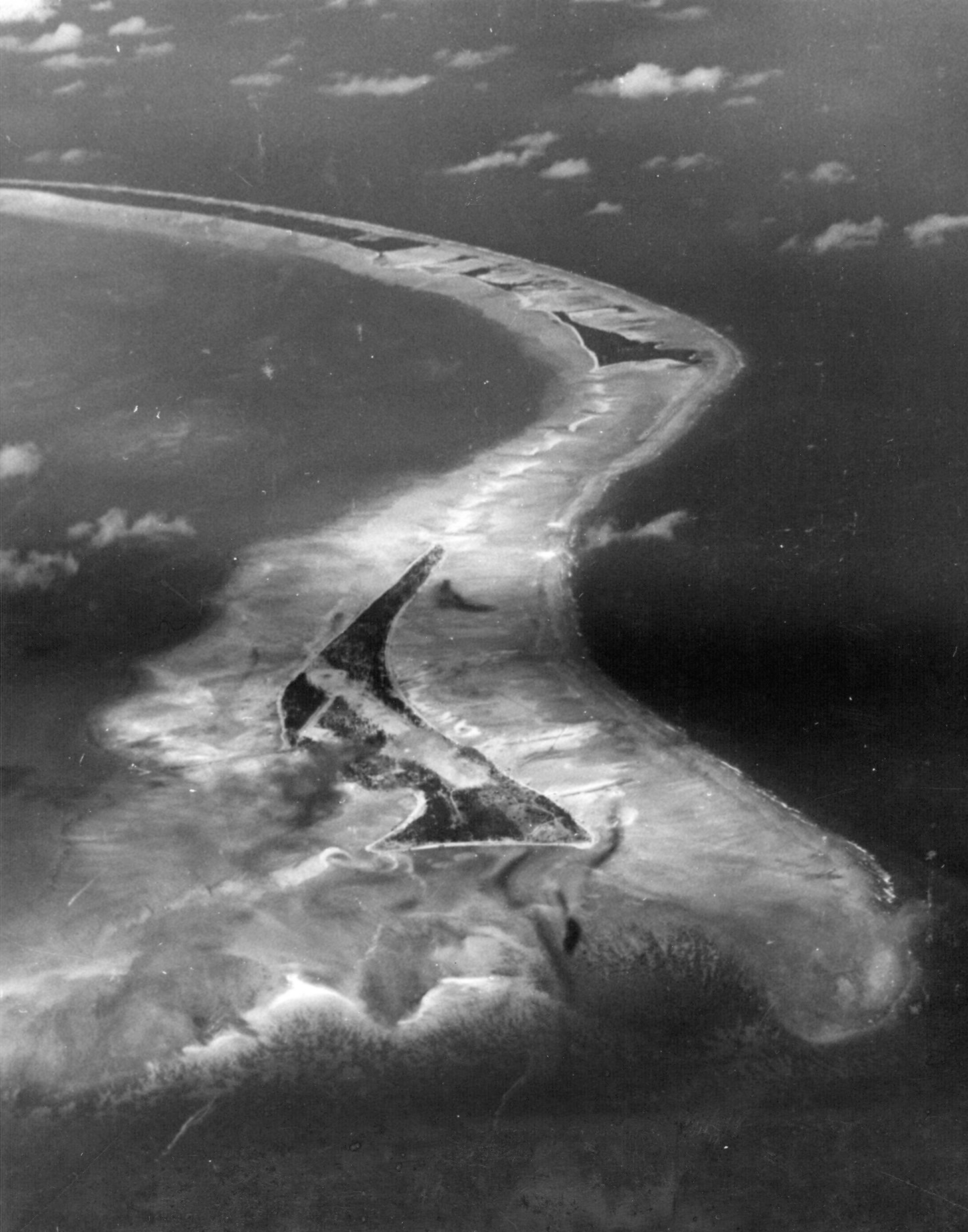
Vista aérea de Betio en septiembre de 1943

Las fuerzas de la Armada Imperial Japonesa en Makin formaban parte de la Guarnición de las Islas Marshall y fueron llamadas oficialmente como la 62.ª Fuerza de Guarnición. En el momento de la incursión de Makin del 17 al 18 de agosto de 1942, la fuerza total que se oponía al desembarco estadounidense estaba formada por 71 personas armadas de la base de hidroaviones japonesa dirigida por el suboficial (Heisouchou) Kyuzaburo Kanemitsu de la Fuerza Especial Naval equipada con armas ligeras. Además, también había cuatro miembros de la base de licitación de hidroaviones y tres miembros de una unidad meteorológica. Dos miembros del personal civil se incorporaron a las fuerzas japonesas como intérpretes y administradores civiles.
El 31 de agosto de 1942, las tropas japonesas también ocuparon Abemama. En septiembre, también ocuparon brevemente algunas islas remotas del centro y del sur (Tamana fue la más meridional), especialmente para destruir la red de coastwatchers, con sede en Beru. El 15 de septiembre de 1942, las fuerzas japonesas ocuparon Tarawa y comenzaron a fortificar el atolón, principalmente el islote Betio, donde construyeron el Campo Hawkins, un aeródromo.
En respuesta, el 2 de octubre de 1942, las fuerzas estadounidenses ocuparon las Islas Ellice y comenzaron a construir aeródromos en Funafuti, Nukufetau y Nanumea como base de operaciones contra la ocupación japonesa en las Islas Gilbert y Marshall.

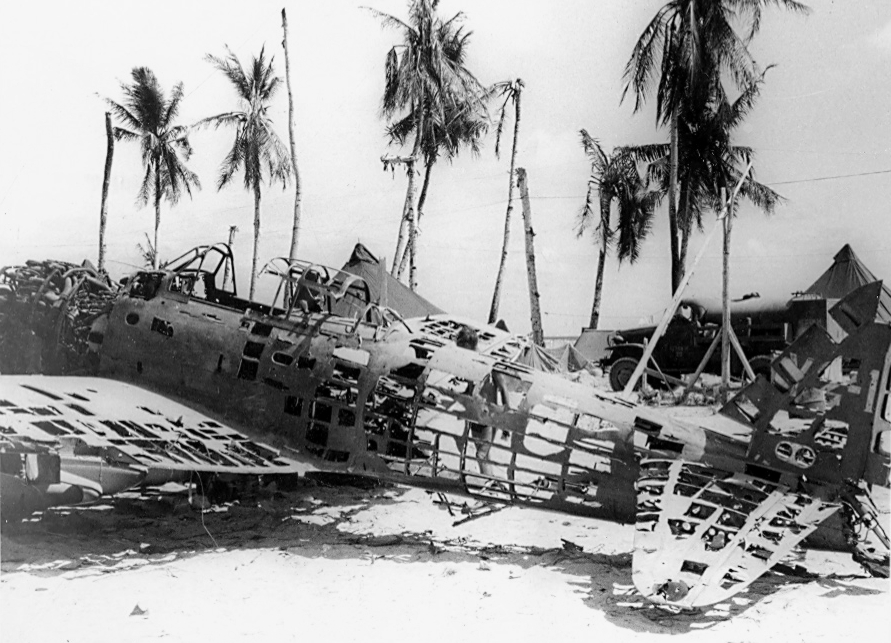
Avión japonés Aichi D3A estrellado en Tarawa

La primera ofensiva desde el nuevo aeródromo estadounidense en Funafuti se lanzó el 20 de abril de 1943 cuando 22 aviones B-24 Liberator de los 371.º y 372.º escuadrones de bombardeo bombardearon Nauru. Al día siguiente, los japoneses realizaron una incursión antes del amanecer en la franja de Funafuti que destruyó un B-24 y causó daños a otros cinco aviones. El 22 de abril, 12 aviones B-24 bombardearon Tarawa.
El 6 de noviembre de 1943, la 7.ª Fuerza Aérea de los Estados Unidos estableció su base de cuartel general avanzado en Funafuti, para preparar la batalla de Tarawa.
El contralmirante Keiji Shibazaki murió el 20 de noviembre de 1943, como el último comandante de la 3.ª Fuerza de Base Especial japonesa, en guarnición en la isla de Betio, y de las Islas Gilbert, Nauru e Isla Ocean. El almirante Carl Henry Jones se convirtió a partir de entonces en el comandante estadounidense de la subárea de las Islas Gilbert (del 18 de diciembre de 1943 al 1 de octubre de 1944), al final de esta batalla.

## Isla Ocean
Más información: Operación RY y Masacre de la Isla Ocean
En julio de 1941, Australia y Nueva Zelanda evacuaron a los empleados de la Comisión Británica del Fosfato de la Isla Ocean.
El 8 de diciembre de 1941, un hidroavión japonés Kawanishi H6K arrojó seis bombas sobre la sede del gobierno en la Isla Ocean. En febrero de 1942, el destructor de la Francia Libre Le Triomphant evacuó a los europeos y chinos restantes de la Isla Ocean. Las fuerzas japonesas ocuparon la isla desde el 26 de agosto de 1942. Cyril Cartwright, fue Comisionado Residente interino de la Colonia de las Islas Gilbert y Ellice en la Isla Ocean desde diciembre de 1941 hasta agosto de 1942. Si bien tuvo la oportunidad de abandonar la Isla Ocean cuando el personal de la Comisión Británica del Fosfato fueron evacuados, optó por quedarse para salvaguardar a las personas que se quedaron en la isla. Fue sometido a malos tratos y desnutrición y murió el 23 de abril de 1943. Todos menos 143-160 banabaneses fueron deportados a Nauru, Tarawa, Truk o Kosrae, hasta el final de la guerra del Pacífico en 1945. El 20 de agosto de 1945, cinco días después de la rendición de Japón, las tropas japonesas masacraron a los 150 banabaneses que quedaban en la Isla Ocean. Solo una persona, Kabunare Koura, sobrevivió a la masacre. Fue el principal testigo de cargo en el juicio de 23 soldados y oficiales japoneses acusados de cometer la masacre. 21 de ellos fueron declarados culpables y ocho de ellos fueron ejecutados. El 21 de agosto, las tropas australianas recuperaron la Isla Ocean de manos de los japoneses. Antes de finalizar el año, los 280 banabaneses que sobrevivieron a la guerra en Nauru, Tarawa, Kosrae o Truk fueron reasentados en la isla de Rabi en Fiyi.

## Comandantes japoneses
- 9 de diciembre de 1941 - 1942, capitán Shigetoshi Miyazaki (宮崎重敏, Servicio Aéreo de la Armada Imperial Japonesa) (1897-1942), comandó la Operación Gi en la fase inicial

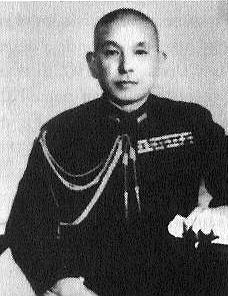
Keiji Shibazaki.

- Keiji Shibazaki.1942 - 17 de agosto de 1942, suboficial Kyuzaburō Kanemitsu (m. 1942), comandante de Makin, asesinado en una incursión en la isla de Makin;[14]
- Septiembre de 1942 - 22 de febrero de 1943, Keisuke Matsuo (松尾 景 輔) (m. 1943), comandante de la 6.º Fuerza Naval Especial de Yokosuka (6.ª Fuerza de Base, con sede en Kwajalein), estaba al mando local de la fuerza en Tarawa;
- 22 de febrero de 1943 - julio de 1943, contraalmirante Saichirō Tomonari (友成佐市郎) (m. 1962), comandante en Tarawa, para las islas Gilbert, Nauru e Isla Ocean;
- Septiembre de 1943 - 20 de noviembre de 1943, contralmirante Keiji Shibazaki (m. 1943)
- La ocupación japonesa termina en las Islas Gilbert el 23 de noviembre de 1943.
- La ocupación japonesa termina en Ocean Island el 21 de agosto de 1945.

Debido a la distancia entre Kwajalein y Tarawa, el 15 de febrero de 1943, las Islas Gilbert, Isla Ocean y Nauru fueron retiradas de la 6.ª Fuerza de Base en Kwajalein y reemplazadas por una nueva 3.ª Fuerza de Base con sede en Betio, con el Almirante Tomonari reemplazando a Matsuo. Debido a la pérdida de su mando, Matsuo cometió seppuku el 2 de mayo de 1943.